# Single Collection Vol. 1
Single Collection Vol. 1 è la prima raccolta di Utada Hikaru, pubblicata il 31 marzo 2004. L'album contiene tutti i principali successi della cantante ed ha venduto 1,4 milioni di copie nella prima settimana nei negozi. diventando l'album più venduto dell'anno in Giappone.

## Tracce
1. Time Will Tell - 5:26
2. Automatic - 5:12
3. Movin' On Without You - 4:41
4. First Love - 4:19
5. Addicted To You [Up-in-Heaven Mix] - 5:20
6. Wait & See ~Risk~ (Wait & See ~リスク~) - 4:50
7. For You - 5:25
8. Taimu Rimitsuto (タイム・リミット) - 4:56
9. Can You Keep a Secret? - 5:10
10. FINAL DISTANCE - 5:40
11. Traveling - 5:15
12. Hikari (光) - 5:02
13. SAKURA Drops (SAKURAドロップス) - 5:08
14. Letters - 4:48
15. COLORS - 4:00